# Paul Welponer
Paul Welponer (30. ledna 1850 Bolzano – 1. února 1904 Bolzano), byl rakouský podnikatel a politik německé národnosti z Tyrolska (respektive z dnešního Jižního Tyrolska), na konci 19. století poslanec Říšské rady.

## Biografie
Byl průmyslníkem v Sankt Antonu u Bolzana. Zastával funkci prezidenta obchodní a živnostenské komory v Bolzanu. Zasedal na Tyrolském zemském sněmu, kde byl poslancem za kurii obchodních a živnostenských komor v letech 1896–1904. Politicky byl orientován jako liberál. Dlouhodobě byl členem obecní rady v Bolzanu. V roce 1880 se stal prezidentem přádelny v Bolzanu.
Byl i poslancem Říšské rady (celostátního parlamentu Předlitavska), kam usedl v doplňovacích volbách roku 1895 za kurii městskou a obchodních a živnostenských komor v Tyrolsku, obvod Bolzano, Merano atd./Bolzano. Nastoupil 22. října 1895 místo Bohuslava Widmanna. Mandát zde obhájil ve volbách roku 1897. Ve volebním období 1891–1897 se uvádí jako Paul Welponer, prezident obchodní a živnostenské komory v Bolzanu, bytem Bolzano.
V roce 1895 před volbami prohlásil, že v případě svého zvolení nevstoupí na Říšské radě do žádného německého poslaneckého klubu. Po volbách v roce 1897 je uváděn jako nezávislý liberál. Na Říšské radě nebyl členem žádného poslaneckého klubu, ale hlasoval většinou s německými liberály.
Zemřel v únoru 1904.